# 황화 카보닐
황화 카보닐(영어: carbonyl sulfide) 또는 카보닐 황화물은 선형 공식 OCS를 갖는 화합물이다. 불쾌한 냄새가 나는 무색의 가연성 기체이다. 황 원자에 카보닐기 이중 결합으로 구성된 선형 분자이다. 황화 카보닐은 이산화 탄소와 이황화 탄소 사이의 중간체로 간주될 수 있으며, 둘 다 원자가 등전자이다.

## 발생
황화 카보닐은 바다, 화산, 심해 분출구에서 배출되기 때문에 대기 중에 자연적으로 존재하는 가장 풍부한 황 화합물(0.5±0.05ppb)이다. 따라서 이는 전 세계 유황 순환에서 중요한 화합물이다. 남극 얼음 중심과 빙하 위의 눈에 갇힌 공기(전나무 공기)에 대한 측정을 통해 1640년부터 현재까지 OCS 농도에 대한 자세한 그림을 제공하고 이 기체의 인위적 및 비인위적 발생원의 상대적 중요성을 이해할 수 있다. 성층권 황산염층으로 운반된 일부 황화 카보닐은 황산으로 산화된다. 황산은 광산란으로 인해 에너지 균형에 영향을 미치는 미립자를 형성한다. COS의 긴 대기 수명으로 인해 성층권 황산염의 주요 공급원이 되지만 화산 활동으로 인한 이산화황도 상당할 수 있다. 황화 카보닐은 또한 광합성 중 이산화 탄소 흡수와 관련된 효소에 의한 육상 식물과 해수에서의 가수분해에 의해 대기에서 제거된다. 이와 같은 손실 과정은 대기 중 COS 분자의 지속성(또는 수명)을 몇 년으로 제한한다.
인간이 만든 황화 카보닐 방출의 가장 큰 원천에는 화학적 중간체 및 이황화 탄소 생산의 부산물로 주로 사용되는 것이 포함된다. 그러나 자동차 및 타이어 마모, 석탄 화력 발전소, 코크스 오븐, 바이오매스 연소, 어류 가공, 쓰레기 및 플라스틱 연소, 석유 제조, 합성 섬유, 전분 및 고무 제조에서도 배출된다. 전세계 평균 황화 카보닐의 대기 중 방출량은 연간 약 300만 톤으로 추정되며, 그 중 1/3 미만이 인간 활동과 관련되어 있다. 이는 또한 황 함유 공급원료에서 생산되는 합성가스와 같은 많은 연료 가스에서 중요한 황 함유 불순물이다.
황화 카보닐은 치즈, 양배추과의 준비된 야채와 같은 식품에 존재한다. COS의 흔적은 0.05–0.1 mg·kg−1 범위의 곡물과 씨앗에 자연적으로 존재한다.
황화 카보닐은 성간 매질, 혜성 67P 및 금성 대기에서 관찰되었으며, COS를 무기적으로 생성하기 어렵기 때문에 생명의 지표로 간주된다.